# Liste der Deutschen Meister im 800-Meter-Lauf
Der 800-Meter-Lauf ist seit 1910 fester Bestandteil im Männerprogramm der Deutschen Leichtathletik-Meisterschaften. In den Jahren 1914 sowie 1944/45 gab es kriegsbedingt keine Deutsche Meisterschaften über diese Strecke. Bei den Frauen wurde der 800-Meter-Lauf 1927 erstmals ausgetragen. Ab 1933 wurde die Disziplin allerdings wieder aus dem Programm genommen – auch international waren bei den Frauen in diesen Jahren außer bei den Olympischen Sommerspielen 1928 die 200 Meter die längste Distanz bei Leichtathletik-Wettbewerben. Nach dem Zweiten Weltkrieg kam die Disziplin in der DDR ab 1951 ins Meisterschaftsprogramm, in der Bundesrepublik Deutschland ab 1954.

## Deutsche Meisterschaftsrekorde
| Männer | 1:44,9 min  | Franz-Josef Kemper (Preußen Münster)        | Hannover  | 7. August 1966 |
| Frauen | 1:58,45 min | Hildegard Falck, geb. Janze (VfL Wolfsburg) | Stuttgart | 11. Juli 1971  |

## Gesamtdeutsche Meister seit 1991 (DLV)
| Jahr | Ort                 | Männer    | Männer                                      | Männer     | Frauen    | Frauen                                        | Frauen        |
| Jahr | Ort                 | Datum     | Athlet                                      | Zeit [min] | Datum     | Athletin                                      | Zeit [min]    |
| ---- | ------------------- | --------- | ------------------------------------------- | ---------- | --------- | --------------------------------------------- | ------------- |
| 2025 | Dresden             | 3. August | Alexander Stepanov (VfL Sindelfingen)       | 1:48,69    | 3. August | Smilla Kolbe (Eintracht Frankfurt)            | 2:02,57       |
| 2024 | Braunschweig        | 30. Juni  | Robert Farken (SC DHfK Leipzig)             | 1:48,90    | 30. Juni  | Christina Hering (LG Stadtwerke München)      | 2:02,70       |
| 2023 | Kassel              | 9. Juli   | Luis Oberbeck (LG Göttingen)                | 1:47,48    | 9. Juli   | Alina Ammann (TuS Esingen)                    | 2:01,42       |
| 2022 | Berlin              | 26. Juni  | Tim Holzapfel (Unterländer LG)              | 1:48,25    | 26. Juni  | Christina Hering (LG Stadtwerke München)      | 2:00,73       |
| 2021 | Braunschweig        | 6. Juni   | Marvin Heinrich (Eintracht Frankfurt)       | 1:47,62    | 6. Juni   | Christina Hering (LG Stadtwerke München)      | 2:02,48       |
| 2020 | Braunschweig        | 9. August | Marc Reuther (LG Eintracht Frankfurt)       | 1:46,97    | 9. August | Christina Hering (LG Stadtwerke München)      | 2:01,62       |
| 2019 | Berlin              | 4. August | Marc Reuther (LG Eintracht Frankfurt)       | 1:47,22    | 4. August | Christina Hering (LG Stadtwerke München)      | 2:01,37       |
| 2018 | Nürnberg            | 22. Juli  | Benedikt Huber (LG Telis Finanz Regensburg) | 1:47,32    | 22. Juli  | Christina Hering (LG Stadtwerke München)      | 2:01,56       |
| 2017 | Erfurt              | 9. Juli   | Benedikt Huber (LG Telis Finanz Regensburg) | 1:48,21    | 9. Juli   | Christina Hering (LG Stadtwerke München)      | 2:04,05       |
| 2016 | Kassel              | 19. Juni  | Benedikt Huber (LG Telis Finanz Regensburg) | 1:47,70    | 19. Juni  | Christina Hering (LG Stadtwerke München)      | 2:02,19       |
| 2015 | Nürnberg            | 26. Juli  | Dennis Krüger (1. VfL Fortuna Marzahn)      | 1:48,93    | 26. Juli  | Fabienne Kohlmann (LG Karlstadt-Gambach-Lohr) | 1:59,28       |
| 2014 | Ulm                 | 27. Juli  | Dennis Krüger (1. VfL Fortuna Marzahn)      | 1:48,91    | 27. Juli  | Christina Hering (LG Stadtwerke München)      | 2:01,45       |
| 2013 | Ulm                 | 7. Juli   | Robin Schembera (TSV Bayer 04 Leverkusen)   | 1:47,05    | 7. Juli   | Fabienne Kohlmann (LG Karlstadt-Gambach-Lohr) | 2:04,00       |
| 2012 | Bochum-Wattenscheid | 17. Juni  | Sören Ludolph (LG Braunschweig)             | 1:49,04    | 17. Juni  | Anne Kesselring (LAC Quelle Fürth)            | 2:04,60       |
| 2011 | Kassel              | 24. Juli  | Sören Ludolph (LG Braunschweig)             | 1:50,42    | 24. Juli  | Jana Hartmann (LG Olympia Dortmund)           | 2:06,67       |
| 2010 | Braunschweig        | 18. Juli  | Sören Ludolph (LG Braunschweig)             | 1:50,54    | 18. Juli  | Jana Hartmann (LG Olympia Dortmund)           | 2:07,41       |
| 2009 | Ulm                 | 5. Juli   | Robin Schembera (TSV Bayer 04 Leverkusen)   | 1:46,53    | 5. Juli   | Janina Goldfuß (TV Wattenscheid 01)           | 2:03,96       |
| 2008 | Nürnberg            | 6. Juli   | Robin Schembera (TSV Bayer 04 Leverkusen)   | 1:51,47    | 6. Juli   | Jana Hartmann (LG Olympia Dortmund)           | kei. Zeitnah. |
| 2007 | Erfurt              | 22. Juli  | Moritz Höft (LG Nord Berlin)                | 1:48,30    | 22. Juli  | Monika Gradzki (TV Wattenscheid)              | 2:04,97       |
| 2006 | Ulm                 | 16. Juli  | René Herms (LG Asics Pirna)                 | 1:47,36    | 16. Juli  | Monika Gradzki (TV Wattenscheid)              | 2:05,40       |
| 2005 | Bochum-Wattenscheid | 3. Juli   | René Herms (LG Asics Pirna)                 | 1:45,39    | 3. Juli   | Monika Gradzki (TV Wattenscheid)              | 2:03,51       |
| 2004 | Braunschweig        | 11. Juli  | René Herms (LG Asics Pirna)                 | 1:49,03    | 11. Juli  | Anja Knippel (LC ThüringenGas Erfurt)         | 2:06,95       |
| 2003 | Ulm                 | 29. Juni  | René Herms (LG Asics Pirna)                 | 1:47,62    | 29. Juni  | Claudia Gesell (TSV Bayer 04 Leverkusen)      | 2:01,07       |
| 2002 | Bochum-Wattenscheid | 7. Juli   | René Herms (LG Asics Pirna)                 | 1:45,85    | 6. Juli   | Claudia Gesell (TSV Bayer 04 Leverkusen)      | 2:00,97       |
| 2001 | Stuttgart           | 1. Juli   | René Herms (LSV Pirna)                      | 1:46,81    | 30. Juni  | Ivonne Teichmann (SC Magdeburg)               | 2:01,78       |
| 2000 | Braunschweig        | 30. Juli  | Nils Schumann (SV Creaton Großengottern)    | 1:47,82    | 30. Juli  | Claudia Gesell (TSV Bayer 04 Leverkusen)      | 2:00,53       |
| 1999 | Erfurt              | 4. Juli   | Nils Schumann (SV Creaton Großengottern)    | 1:45,78    | 3. Juli   | Claudia Gesell (LAC Quelle Fürth / München)   | 2:01,88       |
| 1998 | Berlin              | 5. Juli   | Nico Motchebon (LAC Quelle Fürth / München) | 1:47,99    | 4. Juli   | Claudia Gesell (LAC Quelle Fürth / München)   | 2:03,24       |
| 1997 | Frankfurt/M.        | 28. Juni  | Nico Motchebon (LAC Quelle Fürth / München) | 1:47,49    | 28. Juni  | Linda Kisabaka (LG Bayer 04 Leverkusen)       | 2:00,52       |
| 1996 | Köln                | 23. Juni  | Nico Motchebon (LAC Quelle Fürth / München) | 1:45,73    | 22. Juni  | Linda Kisabaka (LG Bayer 04 Leverkusen)       | 2:00,94       |
| 1995 | Bremen              | 2. Juli   | Nico Motchebon (LAC Halensee Berlin)        | 1:45,78    | 2. Juli   | Anne Bruns (LAV Meppen)                       | 2:04,24       |
| 1994 | Erfurt              | 2. Juli   | Nico Motchebon (LAC Halensee Berlin)        | 1:49,64    | 3. Juli   | Christine Wachtel (SC Neubrandenburg)         | 2:02,70       |
| 1993 | Duisburg            | 11. Juli  | Nico Motchebon (SCC Berlin)                 | 1:49,69    | 11. Juli  | Birte Bruhns (ASV Köln)                       | 2:01,73       |
| 1992 | München             | 21. Juni  | Jörg Haas (LG Offenburg)                    | 1:48,04    | 21. Juni  | Christine Wachtel (SC Empor Rostock)          | 1:59,38       |
| 1991 | Hannover            | 28. Juli  | Joachim Dehmel (SpVgg. Feuerbach)           | 1:47,85    | 28. Juli  | Christine Wachtel (SC Empor Rostock)          | 1:59,04       |

## Meister in derBundesrepublik Deutschlandbzw. derTrizonevon 1948 bis 1990 (DLV)
| Jahr | Ort           | Männer     | Männer                                    | Männer      | Frauen                                                | Frauen                                                 | Frauen                                                |
| Jahr | Ort           | Datum      | Athlet                                    | Zeit [min]  | Datum                                                 | Athletin                                               | Zeit [min]                                            |
| ---- | ------------- | ---------- | ----------------------------------------- | ----------- | ----------------------------------------------------- | ------------------------------------------------------ | ----------------------------------------------------- |
| 1990 | Düsseldorf    | 12. August | Jussi Udelhoven (LG Bayer Leverkusen)     | 1:49,62     | 12. August                                            | Gabriela Lesch (Eintracht Frankfurt)                   | 2:00,45                                               |
| 1989 | Hamburg       | 13. August | Peter Braun (LG Tuttlingen/Fridingen)     | 1:47,69     | 13. August                                            | Gabriela Lesch (Eintracht Frankfurt)                   | 2:00,55                                               |
| 1988 | Frankfurt/M.  | 24. Juli   | Thomas Giessing (LAZ bellanett Rhede)     | 1:47,52     | 24. Juli                                              | Gabriela Lesch (Eintracht Frankfurt)                   | 2:02,07                                               |
| 1987 | Gelsenkirchen | 12. Juli   | Peter Braun (LG Tuttlingen/Fridingen)     | 1:48,41     | 12. Juli                                              | Margrit Klinger (TV Obersuhl)                          | 2:01,55                                               |
| 1986 | Berlin        | 13. Juli   | Matthias Assmann (VfB Stuttgart)          | 1:46,53     | 13. Juli                                              | Gaby Bußmann (SC Eintracht Hamm)                       | 2:02,11                                               |
| 1985 | Stuttgart     | 4. August  | Matthias Assmann (VfB Stuttgart)          | 1:46,9      | 4. August                                             | Margrit Klinger (TV Obersuhl)                          | 2:01,30                                               |
| 1984 | Düsseldorf    | 24. Juni   | Axel Harries (TV Furtwangen)              | 1:46,87     | 24. Juni                                              | Margrit Klinger (TV Obersuhl)                          | 2:00,61                                               |
| 1983 | Bremen        | 26. Juni   | Willi Wülbeck (TV Wattenscheid 01)        | 1:46,05     | 26. Juni                                              | Margit Schultheiß (VT Zweibrücken)                     | 2:02,29                                               |
| 1982 | München       | 25. Juli   | Willi Wülbeck (TV Wattenscheid 01)        | 1:48,32     | 25. Juli                                              | Margrit Klinger (TV Obersuhl)                          | 2:01,67                                               |
| 1981 | Gelsenkirchen | 19. Juli   | Willi Wülbeck (TV Wattenscheid 01)        | 1:49,18     | 18. Juli                                              | Margrit Klinger (TV Obersuhl)                          | 2:01,68                                               |
| 1980 | Hannover      | 17. August | Willi Wülbeck (TV Wattenscheid 01)        | 1:48,41     | 16. August                                            | Margrit Klinger (TV Obersuhl)                          | 2:02,26                                               |
| 1979 | Stuttgart     | 13. August | Willi Wülbeck (TV Wattenscheid 01)        | 1:46,7      | 12. August                                            | Elisabeth Schacht (OSC Thier Dortmund)                 | 2:04,4                                                |
| 1978 | Köln          | 13. August | Willi Wülbeck (TV Wattenscheid 01)        | 1:46,7      | 12. August                                            | Elisabeth Schacht (OSC Thier Dortmund)                 | 2:04,4                                                |
| 1977 | Hamburg       | 7. August  | Willi Wülbeck (SG Osterfeld Oberhausen)   | 1:47,1      | 6. August                                             | Ursula Hook (Blau-Gelb Marburg)                        | 2:01,7                                                |
| 1976 | Frankfurt/M.  | 15. August | Willi Wülbeck (SG Osterfeld Oberhausen)   | 1:46,7      | 14. August                                            | Brigitte Kraus (ASV Köln)                              | 2:03,0                                                |
| 1975 | Gelsenkirchen | 29. Juni   | Willi Wülbeck (SG Osterfeld Oberhausen)   | 1:47,1      | 29. Juni                                              | Ellen Wellmann, geb. Tittel (TuS 04 Leverkusen)        | 2:02,9                                                |
| 1974 | Hannover      | 28. Juli   | Willi Wülbeck (Rot-Weiß Oberhausen)       | 1:46,50     | 27. Juli                                              | Gisela Klein, geb. Ellenberger (TuS 04 Leverkusen)     | 2:02,10                                               |
| 1973 | Berlin        | 21. Juli   | Paul-Heinz Wellmann (TV 1885 Haiger)      | 1:50,15     | 21. Juli                                              | Hildegard Falck, geb. Janze (VfL Wolfsburg)            | 2:05,85                                               |
| 1972 | München       | 22. Juli   | Walter Adams (SV Salamander Kornwestheim) | 1:47,9      | 22. Juli                                              | Sylvia Schenk (Eintracht Frankfurt)                    | 2:03,2                                                |
| 1971 | Stuttgart     | 11. Juli   | Franz-Josef Kemper (LG Ratio Münster)     | 1:47,5      | 11. Juli                                              | Hildegard Falck, geb. Janze (VfL Wolfsburg)            | 1:58,5 (WR)                                           |
| 1970 | Berlin        | 9. August  | Franz-Josef Kemper (LG Ratio Münster)     | 1:45,9      | 9. August                                             | Hildegard Janze (Hannover 96)                          | 2:02,8                                                |
| 1969 | Düsseldorf    | 17. August | Walter Adams (SV Salamander Kornwestheim) | 1:49,3      | 17. August                                            | Anita Rottmüller, geb. Wörner (Post-SG Mannheim)       | 2:08,4                                                |
| 1968 | Berlin        | 18. August | Walter Adams (SV Salamander Kornwestheim) | 1:47,7      | 18. August                                            | Karin Kessler, geb. Rettmeyer (LG Alstertal-Garstedt)  | 2:06,8                                                |
| 1967 | Stuttgart     | 6. August  | Franz-Josef Kemper (Preußen Münster)      | 1:47,5      | 6. August                                             | Karin Kessler, geb. Rettmeyer (LG Alstertal-Garstedt)  | 2:05,8                                                |
| 1966 | Hannover      | 7. August  | Franz-Josef Kemper (Preußen Münster)      | 1:44,9 (ER) | 7. August                                             | Antje Gleichfeld, geb. Braasch (TuS Alstertal Hamburg) | 2:05,6                                                |
| 1965 | Duisburg      | 8. August  | Franz-Josef Kemper (Preußen Münster)      | 1:50,1      | 8. August                                             | Antje Gleichfeld, geb. Braasch (TuS Alstertal Hamburg) | 2:11,4                                                |
| 1964 | Berlin        | 9. August  | Manfred Kinder (Wuppertaler SV)           | 1:48,8      | 9. August                                             | Antje Gleichfeld, geb. Braasch (TuS Alstertal Hamburg) | 2:07,4                                                |
| 1963 | Augsburg      | 11. August | Manfred Kinder (Wuppertaler SV)           | 1:51,3      | 11. August                                            | Antje Gleichfeld, geb. Braasch (TuS Alstertal Hamburg) | 2:07,1                                                |
| 1962 | Hamburg       | 29. Juli   | Paul Schmidt (OSV Hörde)                  | 1:49,2      | 29. Juli                                              | Veronika Kummerfeldt, geb. Mitgude (TuS Empelde)       | 2:10,2                                                |
| 1961 | Düsseldorf    | 30. Juli   | Paul Schmidt (OSV Hörde)                  | 1:48,7      | 30. Juli                                              | Antje Gleichfeld, geb. Braasch (TuS Alstertal Hamburg) | 2:12,6                                                |
| 1960 | Berlin        | 24. Juli   | Paul Schmidt (OSV Hörde)                  | 1:49,9      | 24. Juli                                              | Veronika Kummerfeldt, geb. Mitgude (TuS Empelde)       | 2:07,9                                                |
| 1959 | Stuttgart     | 26. Juli   | Peter Adam (TSV Bayer 04 Leverkusen)      | 1:50,8      | 26. Juli                                              | Veronika Mitgude (TuS Empelde)                         | 2:10,7                                                |
| 1958 | Hannover      | 20. Juli   | Paul Schmidt (OSV Hörde)                  | 1:49,4      | 20. Juli                                              | Ariane Döser (SSV Reutlingen 05)                       | 2:12,6                                                |
| 1957 | Düsseldorf    | 18. August | Paul Schmidt (OSV Hörde)                  | 1:49,5      | 17. August                                            | Ariane Döser (SSV Reutlingen 05)                       | 2:12,5                                                |
| 1956 | Berlin        | 19. August | Paul Schmidt (OSV Hörde)                  | 1:49,6      | 18. August                                            | Ariane Döser (SSV Reutlingen 05)                       | 2:17,2                                                |
| 1955 | Frankfurt/M.  | 7. August  | Horst Liell (Post-SV Trier)               | 1:50,0      | 6. August                                             | Edith Schiller (ASV Köln)                              | 2:15,4                                                |
| 1954 | Hamburg       | 8. August  | Olaf Lawrenz (Berliner SC)                | 1:50,1      | 7. August                                             | Isolde Beichler (TSV Schwaben Augsburg)                | 2:16,3                                                |
| 1953 | Augsburg      | 25. Juli   | Günter Dohrow (SCC Berlin)                | 1:51,2      | Wettbewerb für Frauen nicht im Meisterschaftsprogramm | Wettbewerb für Frauen nicht im Meisterschaftsprogramm  | Wettbewerb für Frauen nicht im Meisterschaftsprogramm |
| 1952 | Berlin        | 29. Juni   | Günther Steines (TuS Rot-Weiß Koblenz)    | 1:49,5      | Wettbewerb für Frauen nicht im Meisterschaftsprogramm | Wettbewerb für Frauen nicht im Meisterschaftsprogramm  | Wettbewerb für Frauen nicht im Meisterschaftsprogramm |
| 1951 | Düsseldorf    | 29. Juli   | Urban Cleve (Preussen Krefeld)            | 1:50,9      | Wettbewerb für Frauen nicht im Meisterschaftsprogramm | Wettbewerb für Frauen nicht im Meisterschaftsprogramm  | Wettbewerb für Frauen nicht im Meisterschaftsprogramm |
| 1950 | Stuttgart     | 6. August  | Günther Steines (TuS Rot-Weiß Koblenz)    | 1:50,9      | Wettbewerb für Frauen nicht im Meisterschaftsprogramm | Wettbewerb für Frauen nicht im Meisterschaftsprogramm  | Wettbewerb für Frauen nicht im Meisterschaftsprogramm |
| 1949 | Bremen        | 7. August  | Heinz Ulzheimer (Eintracht Frankfurt)     | 1:51,4      | Wettbewerb für Frauen nicht im Meisterschaftsprogramm | Wettbewerb für Frauen nicht im Meisterschaftsprogramm  | Wettbewerb für Frauen nicht im Meisterschaftsprogramm |
| 1948 | Nürnberg      | 15. August | Heinz Ulzheimer (Eintracht Frankfurt)     | 1:51,8      | Wettbewerb für Frauen nicht im Meisterschaftsprogramm | Wettbewerb für Frauen nicht im Meisterschaftsprogramm  | Wettbewerb für Frauen nicht im Meisterschaftsprogramm |

## Meister in derDDRbzw. derSBZvon 1948 bis 1990 (DVfL)
| Jahr | Ort                        | Datum                | Männer                                     | Männer     | Frauen                                                | Frauen                                                |
| Jahr | Ort                        | Datum                | Athlet                                     | Zeit [min] | Athletin                                              | Zeit [min]                                            |
| ---- | -------------------------- | -------------------- | ------------------------------------------ | ---------- | ----------------------------------------------------- | ----------------------------------------------------- |
| 1990 |                            |                      | Ralph Schumann (SC Traktor Schwerin)       |            | Sigrun Wodars, geb. Ludwigs (SC Neubrandenburg)       |                                                       |
| 1989 | Neubrandenburg             |                      | Jens-Peter Herold (ASK Vorwärts Potsdam)   |            | Sigrun Wodars, geb. Ludwigs (SC Neubrandenburg)       |                                                       |
| 1988 |                            |                      | Ralph Schumann (SC Traktor Schwerin)       |            | Christine Wachtel (SC Neubrandenburg)                 |                                                       |
| 1987 |                            |                      | Jens-Peter Herold (ASK Vorwärts Potsdam)   |            | Christine Wachtel (SC Neubrandenburg)                 |                                                       |
| 1986 |                            |                      | Hans-Joachim Mogalle (SC Chemie Halle)     |            | Sigrun Wodars, geb. Ludwigs (SC Neubrandenburg)       |                                                       |
| 1985 | Leipzig                    | 9. bis 11. August    | Ralph Schumann (SC Traktor Schwerin)       | 1:47,26    | Christine Wachtel (SC Neubrandenburg)                 | 1:58,15                                               |
| 1984 | Erfurt                     | 1. bis 3. Juni       | Detlef Wagenknecht (SC Dynamo Berlin)      | 1:45,62    | Hildegard Ullrich (SC Turbine Erfurt)                 | 1:58,31                                               |
| 1983 | Karl-Marx-Stadt / Chemnitz | 16. bis 18. Juni     | Detlef Wagenknecht (SC Dynamo Berlin)      | 1:47,97    | Christine Wachtel (SC Neubrandenburg)                 | 1:59,89                                               |
| 1982 | Dresden                    | 30. Juni bis 3. Juli | Detlef Wagenknecht (SC Dynamo Berlin)      | 1:46,50    | Martina Steuk, geb. Kämpfert (TSC Berlin)             | 1:59,25                                               |
| 1981 | Jena                       | 7. bis 9. August     | Olaf Beyer (ASG Vorwärts Leipzig)          | 1:44,31    | Martina Steuk, geb. Kämpfert (TSC Berlin)             | 1:58,71                                               |
| 1980 | Cottbus                    | 16. bis 18. Juli     | Detlef Wagenknecht (SC Dynamo Berlin)      | 1:46,9     | Hildegard Ullrich (SC Turbine Erfurt)                 | 1:57,5                                                |
| 1979 | Karl-Marx-Stadt / Chemnitz | 9. bis 12. August    | Olaf Beyer (ASG Vorwärts Leipzig)          | 1:46,5     | Anita Weiß, geb. Barkusky (SC Neubrandenburg)         | 1:58,7                                                |
| 1978 |                            |                      | Detlef Wagenknecht (SC Dynamo Berlin)      |            | Anita Weiß, geb. Barkusky (SC Neubrandenburg)         |                                                       |
| 1977 |                            |                      | Olaf Beyer (ASG Vorwärts Leipzig)          |            | Christina Liebetrau, geb. Neumann (SC Turbine Erfurt) |                                                       |
| 1976 |                            |                      | Olaf Beyer (ASG Vorwärts Leipzig)          |            | Gunhild Hoffmeister (SC Cottbus)                      |                                                       |
| 1975 |                            |                      | Dieter Fromm (SC Turbine Erfurt)           |            | Christina Neumann (SC Turbine Erfurt)                 |                                                       |
| 1974 |                            |                      | Hans-Henning Ohlert (ASK Vorwärts Potsdam) |            | Gunhild Hoffmeister (SC Cottbus)                      |                                                       |
| 1973 |                            |                      | Hans-Henning Ohlert (ASK Vorwärts Potsdam) |            | Gunhild Hoffmeister (SC Cottbus)                      |                                                       |
| 1972 |                            |                      | Dieter Fromm (SC Turbine Erfurt)           |            | Gunhild Hoffmeister (SC Cottbus)                      |                                                       |
| 1971 |                            |                      | Dieter Fromm (SC Turbine Erfurt)           |            | Gunhild Hoffmeister (SC Cottbus)                      |                                                       |
| 1970 |                            |                      | Ulrich Schmidt (SC Magdeburg)              |            | Gunhild Hoffmeister (SC Cottbus)                      |                                                       |
| 1969 |                            |                      | Manfred Matuschewski (SC Turbine Erfurt)   |            | Barbara Wieck (SC Empor Rostock)                      |                                                       |
| 1968 |                            |                      | Dieter Fromm (SC Turbine Erfurt)           |            | Karin Burneleit (SC Dynamo Berlin)                    |                                                       |
| 1967 |                            |                      | Rainer Fähse (SC Chemie Halle)             |            | Regine Kleinau (SC DHfK Leipzig)                      |                                                       |
| 1966 |                            |                      | Manfred Matuschewski (SC Turbine Erfurt)   |            | Waltraud Pöhlitz, geb. Kaufmann (SC Chemie Halle)     |                                                       |
| 1965 |                            |                      | Manfred Matuschewski (SC Turbine Erfurt)   |            | Hannelore Suppe (SC Motor Jena)                       |                                                       |
| 1964 |                            |                      | Manfred Matuschewski (SC Turbine Erfurt)   |            | Waltraud Kaufmann (SC Chemie Halle)                   |                                                       |
| 1963 |                            |                      | Manfred Matuschewski (SC Turbine Erfurt)   |            | Waltraud Kaufmann (SC Chemie Halle)                   |                                                       |
| 1962 |                            |                      | Manfred Matuschewski (SC Turbine Erfurt)   |            | Waltraud Kaufmann (SC Chemie Halle)                   |                                                       |
| 1961 |                            |                      | Manfred Matuschewski (SC Turbine Erfurt)   |            | Ilse Schönemann (SC Chemie Halle)                     |                                                       |
| 1960 |                            |                      | Manfred Matuschewski (SC Turbine Erfurt)   |            | Ursula Donath, geb. Jurewitz (SC Chemie Halle)        |                                                       |
| 1959 |                            |                      | Manfred Matuschewski (SC Turbine Erfurt)   |            | Ursula Donath, geb. Jurewitz (SC Chemie Halle)        |                                                       |
| 1958 |                            |                      | Helfried Reinnagel (SC Dynamo Berlin)      |            | Antonie Jüttner (SC DHfK Leipzig)                     |                                                       |
| 1957 |                            |                      | Helfried Reinnagel (SC Dynamo Berlin)      |            | Ursula Donath, geb. Jurewitz (SC Chemie Halle)        |                                                       |
| 1956 | Erfurt                     |                      | Klaus Richtzenhain (SC Lok Leipzig)        |            | Ursula Donath, geb. Jurewitz (SC Chemie Halle)        |                                                       |
| 1955 |                            |                      | Helfried Reinnagel (SC Dynamo Berlin)      |            | Ursula Donath, geb. Jurewitz (SC Chemie Halle)        |                                                       |
| 1954 |                            |                      | Helfried Reinnagel (Dynamo Potsdam)        |            | Ursula Donath, geb. Jurewitz (SC Einheit Mitte Halle) |                                                       |
| 1953 |                            |                      | Siegfried Herrmann (Einheit Mitte Halle)   |            | Elli Sudrow (Chemie Torgau)                           |                                                       |
| 1952 |                            |                      | Rolf Donath (Einheit Mitte Halle)          |            | Ursula Jurewitz (Einheit NO Berlin)                   |                                                       |
| 1951 | Erfurt                     | 13. bis 15. Juli     | Erhard Bohla (BSG Empor Lindenau)          |            | Elli Sudrow (Chemie Torgau)                           |                                                       |
| 1950 |                            |                      | Rolf Bäslack (Konsum Leipzig)              |            | Wettbewerb für Frauen nicht im Meisterschaftsprogramm | Wettbewerb für Frauen nicht im Meisterschaftsprogramm |
| 1949 |                            |                      | O. Tarruhn (Magdeburg)                     |            | Wettbewerb für Frauen nicht im Meisterschaftsprogramm | Wettbewerb für Frauen nicht im Meisterschaftsprogramm |
| 1948 |                            |                      | Erhard Bohla (Leipzig)                     |            | Wettbewerb für Frauen nicht im Meisterschaftsprogramm | Wettbewerb für Frauen nicht im Meisterschaftsprogramm |

## Deutsche Meister 1898 bis 1947 (DLV)
| Jahr | Männer                                                      | Männer                                                      | Männer                                                      | Männer                                                      | Frauen                                                                   | Frauen                                                                   | Frauen                                                                   | Frauen                                                                   |
| Jahr | Ort                                                         | Datum                                                       | Athlet                                                      | Zeit [min]                                                  | Ort                                                                      | Datum                                                                    | Athletin                                                                 | Zeit [min]                                                               |
| ---- | ----------------------------------------------------------- | ----------------------------------------------------------- | ----------------------------------------------------------- | ----------------------------------------------------------- | ------------------------------------------------------------------------ | ------------------------------------------------------------------------ | ------------------------------------------------------------------------ | ------------------------------------------------------------------------ |
| 1947 | Köln                                                        | 10. August                                                  | Heinz Ulzheimer (Eintracht Frankfurt)                       | 1:53,0                                                      | Wettbewerb für Frauen nicht im Meisterschaftsprogramm                    | Wettbewerb für Frauen nicht im Meisterschaftsprogramm                    | Wettbewerb für Frauen nicht im Meisterschaftsprogramm                    | Wettbewerb für Frauen nicht im Meisterschaftsprogramm                    |
| 1946 | Frankfurt/M.                                                | 25. August                                                  | Heinz Ulzheimer (Eintracht Frankfurt)                       | 1:54,2                                                      | Wettbewerb für Frauen nicht im Meisterschaftsprogramm                    | Wettbewerb für Frauen nicht im Meisterschaftsprogramm                    | Wettbewerb für Frauen nicht im Meisterschaftsprogramm                    | Wettbewerb für Frauen nicht im Meisterschaftsprogramm                    |
| 1945 | kriegsbedingt keine Deutschen Leichtathletikmeisterschaften | kriegsbedingt keine Deutschen Leichtathletikmeisterschaften | kriegsbedingt keine Deutschen Leichtathletikmeisterschaften | kriegsbedingt keine Deutschen Leichtathletikmeisterschaften | Wettbewerb für Frauen nicht im Meisterschaftsprogramm                    | Wettbewerb für Frauen nicht im Meisterschaftsprogramm                    | Wettbewerb für Frauen nicht im Meisterschaftsprogramm                    | Wettbewerb für Frauen nicht im Meisterschaftsprogramm                    |
| 1944 | kriegsbedingt keine Deutschen Leichtathletikmeisterschaften | kriegsbedingt keine Deutschen Leichtathletikmeisterschaften | kriegsbedingt keine Deutschen Leichtathletikmeisterschaften | kriegsbedingt keine Deutschen Leichtathletikmeisterschaften | Wettbewerb für Frauen nicht im Meisterschaftsprogramm                    | Wettbewerb für Frauen nicht im Meisterschaftsprogramm                    | Wettbewerb für Frauen nicht im Meisterschaftsprogramm                    | Wettbewerb für Frauen nicht im Meisterschaftsprogramm                    |
| 1943 | Berlin                                                      | 25. Juli                                                    | Heinz Schlundt (SS-Sportgemeinschaft Berlin)                | 1:56,4                                                      | Wettbewerb für Frauen nicht im Meisterschaftsprogramm                    | Wettbewerb für Frauen nicht im Meisterschaftsprogramm                    | Wettbewerb für Frauen nicht im Meisterschaftsprogramm                    | Wettbewerb für Frauen nicht im Meisterschaftsprogramm                    |
| 1942 | Berlin                                                      | 26. Juli                                                    | Dieter Giesen (Luftwaffen SV Berlin)                        | 1:54,4                                                      | Wettbewerb für Frauen nicht im Meisterschaftsprogramm                    | Wettbewerb für Frauen nicht im Meisterschaftsprogramm                    | Wettbewerb für Frauen nicht im Meisterschaftsprogramm                    | Wettbewerb für Frauen nicht im Meisterschaftsprogramm                    |
| 1941 | Berlin                                                      | 20. Juli                                                    | Rudolf Harbig (Eintracht Braunschweig)                      | 1:54,0                                                      | Wettbewerb für Frauen nicht im Meisterschaftsprogramm                    | Wettbewerb für Frauen nicht im Meisterschaftsprogramm                    | Wettbewerb für Frauen nicht im Meisterschaftsprogramm                    | Wettbewerb für Frauen nicht im Meisterschaftsprogramm                    |
| 1940 | Berlin                                                      | 11. August                                                  | Rudolf Harbig (Dresdner SC)                                 | 1:51,6                                                      | Wettbewerb für Frauen nicht im Meisterschaftsprogramm                    | Wettbewerb für Frauen nicht im Meisterschaftsprogramm                    | Wettbewerb für Frauen nicht im Meisterschaftsprogramm                    | Wettbewerb für Frauen nicht im Meisterschaftsprogramm                    |
| 1939 | Berlin                                                      | 9. Juli                                                     | Rudolf Harbig (Dresdner SC)                                 | 1:49,4 (DR)                                                 | Wettbewerb für Frauen nicht im Meisterschaftsprogramm                    | Wettbewerb für Frauen nicht im Meisterschaftsprogramm                    | Wettbewerb für Frauen nicht im Meisterschaftsprogramm                    | Wettbewerb für Frauen nicht im Meisterschaftsprogramm                    |
| 1938 | Breslau                                                     | 29. Juli                                                    | Rudolf Harbig (Dresdner SC)                                 | 1:52,8                                                      | Wettbewerb für Frauen nicht im Meisterschaftsprogramm                    | Wettbewerb für Frauen nicht im Meisterschaftsprogramm                    | Wettbewerb für Frauen nicht im Meisterschaftsprogramm                    | Wettbewerb für Frauen nicht im Meisterschaftsprogramm                    |
| 1937 | Berlin                                                      | 25. Juli                                                    | Rudolf Harbig (Dresdner SC)                                 | 1:50,9 (DR)                                                 | Wettbewerb für Frauen nicht im Meisterschaftsprogramm                    | Wettbewerb für Frauen nicht im Meisterschaftsprogramm                    | Wettbewerb für Frauen nicht im Meisterschaftsprogramm                    | Wettbewerb für Frauen nicht im Meisterschaftsprogramm                    |
| 1936 | Berlin                                                      | 12. Juli                                                    | Rudolf Harbig (Dresdner SC)                                 | 1:54,1                                                      | Wettbewerb für Frauen nicht im Meisterschaftsprogramm                    | Wettbewerb für Frauen nicht im Meisterschaftsprogramm                    | Wettbewerb für Frauen nicht im Meisterschaftsprogramm                    | Wettbewerb für Frauen nicht im Meisterschaftsprogramm                    |
| 1935 | Berlin                                                      | 4. August                                                   | Hans König (Hamburger AC)                                   | 1:54,4                                                      | Wettbewerb für Frauen nicht im Meisterschaftsprogramm                    | Wettbewerb für Frauen nicht im Meisterschaftsprogramm                    | Wettbewerb für Frauen nicht im Meisterschaftsprogramm                    | Wettbewerb für Frauen nicht im Meisterschaftsprogramm                    |
| 1934 | Nürnberg                                                    | 28. Juli                                                    | Otto Peltzer (SC Preußen Stettin)                           | 1:54,0                                                      | Wettbewerb für Frauen nicht im Meisterschaftsprogramm                    | Wettbewerb für Frauen nicht im Meisterschaftsprogramm                    | Wettbewerb für Frauen nicht im Meisterschaftsprogramm                    | Wettbewerb für Frauen nicht im Meisterschaftsprogramm                    |
| 1933 | Köln                                                        | 13. August                                                  | Hans König (Hamburger AC)                                   | 1:55,2                                                      | Wettbewerb für Frauen nicht im Meisterschaftsprogramm                    | Wettbewerb für Frauen nicht im Meisterschaftsprogramm                    | Wettbewerb für Frauen nicht im Meisterschaftsprogramm                    | Wettbewerb für Frauen nicht im Meisterschaftsprogramm                    |
| 1932 | Hannover                                                    | 3. Juli                                                     | Otto Peltzer (SC Preußen Stettin)                           | 1:54,4                                                      | Berlin                                                                   | 3. Juli                                                                  | Liselotte Kimmel (Germania Magdeburg)                                    | 2:21,2                                                                   |
| 1931 | Berlin                                                      | 2. August                                                   | Otto Peltzer (SC Preußen Stettin)                           | 1:58,9                                                      | Magdeburg                                                                | 2. August                                                                | Marie Dollinger (1. FC Nürnberg)                                         | 2:16,8                                                                   |
| 1930 | Berlin                                                      | 3. August                                                   | Fredy Müller (TSV Zehlendorf 88 Berlin)                     | 1:54,2                                                      | Lennep                                                                   | 3. August                                                                | Marie Dollinger (1. FC Nürnberg)                                         | 2:17,8                                                                   |
| 1929 | Breslau                                                     | 27. Juli                                                    | Fredy Müller (TSV Zehlendorf 88 Berlin)                     | 1:53,8                                                      | Frankfurt/M.                                                             | 21. Juli                                                                 | Marie Dollinger (1. FC Nürnberg)                                         | 2:17,5                                                                   |
| 1928 | Düsseldorf                                                  | 15. Juli                                                    | Hermann Engelhard (SC Teutonia 99 Berlin)                   | 1:52,4                                                      | Berlin                                                                   | 15. Juli                                                                 | Lina Radke, geb. Batschauer (VfB Breslau)                                | 2:25,5                                                                   |
| 1927 | Berlin                                                      | 17. Juli                                                    | Herbert Böcher (SC Teutonia 99 Berlin)                      | 1:55,1                                                      | Breslau                                                                  | 15. Juli                                                                 | Lina Batschauer (Karlsruher FV)                                          | 2:23,7 (WR)                                                              |
| 1926 | Leipzig                                                     | 8. August                                                   | Herbert Böcher (SCC Berlin)                                 | 2:00,5                                                      | Wettbewerb für Frauen noch nicht im Meisterschaftsprogramm               | Wettbewerb für Frauen noch nicht im Meisterschaftsprogramm               | Wettbewerb für Frauen noch nicht im Meisterschaftsprogramm               | Wettbewerb für Frauen noch nicht im Meisterschaftsprogramm               |
| 1925 | Berlin                                                      | 8. August                                                   | Otto Peltzer (SC Preußen Stettin)                           | 1:55,2                                                      | Wettbewerb für Frauen noch nicht im Meisterschaftsprogramm               | Wettbewerb für Frauen noch nicht im Meisterschaftsprogramm               | Wettbewerb für Frauen noch nicht im Meisterschaftsprogramm               | Wettbewerb für Frauen noch nicht im Meisterschaftsprogramm               |
| 1924 | Stettin                                                     | 9. August                                                   | Otto Peltzer (SC Preußen Stettin)                           | 1:57,2                                                      | Wettbewerb für Frauen noch nicht im Meisterschaftsprogramm               | Wettbewerb für Frauen noch nicht im Meisterschaftsprogramm               | Wettbewerb für Frauen noch nicht im Meisterschaftsprogramm               | Wettbewerb für Frauen noch nicht im Meisterschaftsprogramm               |
| 1923 | Frankfurt/M.                                                | 18. August                                                  | Otto Peltzer (SC Preußen Stettin)                           | 2:01,1                                                      | Wettbewerb für Frauen noch nicht im Meisterschaftsprogramm               | Wettbewerb für Frauen noch nicht im Meisterschaftsprogramm               | Wettbewerb für Frauen noch nicht im Meisterschaftsprogramm               | Wettbewerb für Frauen noch nicht im Meisterschaftsprogramm               |
| 1922 | Duisburg                                                    | 18. August                                                  | Friedrich-Franz Köpcke (TSV Zehlendorf 88 Berlin)           | 2:01,6                                                      | Wettbewerb für Frauen noch nicht im Meisterschaftsprogramm               | Wettbewerb für Frauen noch nicht im Meisterschaftsprogramm               | Wettbewerb für Frauen noch nicht im Meisterschaftsprogramm               | Wettbewerb für Frauen noch nicht im Meisterschaftsprogramm               |
| 1921 | Hamburg                                                     | 21. August                                                  | Walter Kern (Eintracht Frankfurt)                           | 1:57,9                                                      | Wettbewerb für Frauen noch nicht im Meisterschaftsprogramm               | Wettbewerb für Frauen noch nicht im Meisterschaftsprogramm               | Wettbewerb für Frauen noch nicht im Meisterschaftsprogramm               | Wettbewerb für Frauen noch nicht im Meisterschaftsprogramm               |
| 1920 | Dresden                                                     | 14. August                                                  | Georg Amberger (Karlsruher FV)                              | 2:00,2                                                      | Wettbewerb für Frauen noch nicht im Meisterschaftsprogramm               | Wettbewerb für Frauen noch nicht im Meisterschaftsprogramm               | Wettbewerb für Frauen noch nicht im Meisterschaftsprogramm               | Wettbewerb für Frauen noch nicht im Meisterschaftsprogramm               |
| 1919 | Nürnberg                                                    | 24. August                                                  | Otto Meissner (BV Hohenzollern Merseburg)                   | 2:08,2                                                      | Deutsche Leichtathletikmeisterschaften für Frauen noch nicht ausgetragen | Deutsche Leichtathletikmeisterschaften für Frauen noch nicht ausgetragen | Deutsche Leichtathletikmeisterschaften für Frauen noch nicht ausgetragen | Deutsche Leichtathletikmeisterschaften für Frauen noch nicht ausgetragen |
| 1918 | Berlin                                                      | 25. August                                                  | Georg Amberger (Berliner Sport-Club)                        | 2:02,4                                                      | Deutsche Leichtathletikmeisterschaften für Frauen noch nicht ausgetragen | Deutsche Leichtathletikmeisterschaften für Frauen noch nicht ausgetragen | Deutsche Leichtathletikmeisterschaften für Frauen noch nicht ausgetragen | Deutsche Leichtathletikmeisterschaften für Frauen noch nicht ausgetragen |
| 1917 | Berlin                                                      | 5. August                                                   | Erich Wolfgramm (Charlottenburger Turngemeinde)             | 2:07,9                                                      | Deutsche Leichtathletikmeisterschaften für Frauen noch nicht ausgetragen | Deutsche Leichtathletikmeisterschaften für Frauen noch nicht ausgetragen | Deutsche Leichtathletikmeisterschaften für Frauen noch nicht ausgetragen | Deutsche Leichtathletikmeisterschaften für Frauen noch nicht ausgetragen |
| 1916 | Leipzig                                                     | 27. August                                                  | Heinz Erler (Berliner SC)                                   | 2:00,3                                                      | Deutsche Leichtathletikmeisterschaften für Frauen noch nicht ausgetragen | Deutsche Leichtathletikmeisterschaften für Frauen noch nicht ausgetragen | Deutsche Leichtathletikmeisterschaften für Frauen noch nicht ausgetragen | Deutsche Leichtathletikmeisterschaften für Frauen noch nicht ausgetragen |
| 1915 | Berlin                                                      | 19. September                                               | Erich Wolfgramm (Charlottenburger Turngemeinde)             | 2:06,8                                                      | Deutsche Leichtathletikmeisterschaften für Frauen noch nicht ausgetragen | Deutsche Leichtathletikmeisterschaften für Frauen noch nicht ausgetragen | Deutsche Leichtathletikmeisterschaften für Frauen noch nicht ausgetragen | Deutsche Leichtathletikmeisterschaften für Frauen noch nicht ausgetragen |
| 1914 | kriegsbedingt keine Deutschen Leichtathletikmeisterschaften | kriegsbedingt keine Deutschen Leichtathletikmeisterschaften | kriegsbedingt keine Deutschen Leichtathletikmeisterschaften | kriegsbedingt keine Deutschen Leichtathletikmeisterschaften | Deutsche Leichtathletikmeisterschaften für Frauen noch nicht ausgetragen | Deutsche Leichtathletikmeisterschaften für Frauen noch nicht ausgetragen | Deutsche Leichtathletikmeisterschaften für Frauen noch nicht ausgetragen | Deutsche Leichtathletikmeisterschaften für Frauen noch nicht ausgetragen |
| 1913 | Breslau                                                     | 17. August                                                  | Georg Mickler (SC Charlottenburg)                           | 1:58,4                                                      | Deutsche Leichtathletikmeisterschaften für Frauen noch nicht ausgetragen | Deutsche Leichtathletikmeisterschaften für Frauen noch nicht ausgetragen | Deutsche Leichtathletikmeisterschaften für Frauen noch nicht ausgetragen | Deutsche Leichtathletikmeisterschaften für Frauen noch nicht ausgetragen |
| 1912 | Duisburg                                                    | 18. August                                                  | Erich Lehmann (Charlottenburger TG)                         | 1:59,6                                                      | Deutsche Leichtathletikmeisterschaften für Frauen noch nicht ausgetragen | Deutsche Leichtathletikmeisterschaften für Frauen noch nicht ausgetragen | Deutsche Leichtathletikmeisterschaften für Frauen noch nicht ausgetragen | Deutsche Leichtathletikmeisterschaften für Frauen noch nicht ausgetragen |
| 1911 | Dresden                                                     | 20. August                                                  | James Lightbody (Berliner SC)                               | 2:00,9                                                      | Deutsche Leichtathletikmeisterschaften für Frauen noch nicht ausgetragen | Deutsche Leichtathletikmeisterschaften für Frauen noch nicht ausgetragen | Deutsche Leichtathletikmeisterschaften für Frauen noch nicht ausgetragen | Deutsche Leichtathletikmeisterschaften für Frauen noch nicht ausgetragen |
| 1910 | Frankfurt/M.                                                | 28. August                                                  | James Lightbody – USA (Berliner SC)                         | 2:02,7                                                      | Deutsche Leichtathletikmeisterschaften für Frauen noch nicht ausgetragen | Deutsche Leichtathletikmeisterschaften für Frauen noch nicht ausgetragen | Deutsche Leichtathletikmeisterschaften für Frauen noch nicht ausgetragen | Deutsche Leichtathletikmeisterschaften für Frauen noch nicht ausgetragen |